# Kartlija
Kartlija, gruz. ქართლი, je povijesna regija u Gruziji, smještena u središnjem ka istočnom dijelu, uz rijeku Kura. U njoj se nalazi današnji glavni grad Gruzije Tbilisi. Znana po antičkim autorima kao Iberija, Kartlija je odigrala ključnu ulogu u etničkoj i političkoj konsolidajici Gruzijaca u Srednjem vijeku. Ne mogu joj se striktno odrediti granice, jer su oscilirale tijekom povijesti. Nakon podjele Kraljevstva Gruzije u 15. stoljeću, Kartlija postaje zasebno kraljevstvom sa sjedištem u Tbilisiju. Danas, povijesna područja Kartlije su podijeljena između nekoliko administrativnih regija Gruzije.